# Синдром тривалої гарячки невідомого походження
Синдро́м трива́лої гаря́чки невідо́мого похо́дження/гене́зу (англ. Fever of unknown origin, pyrexia of unknown origin)  — патологічний стан, основним проявом якого є гарячка, вища за температуру тіла у 38,3 °С, протягом трьох тижнів і більше, причина якої не відома або її не встановили.

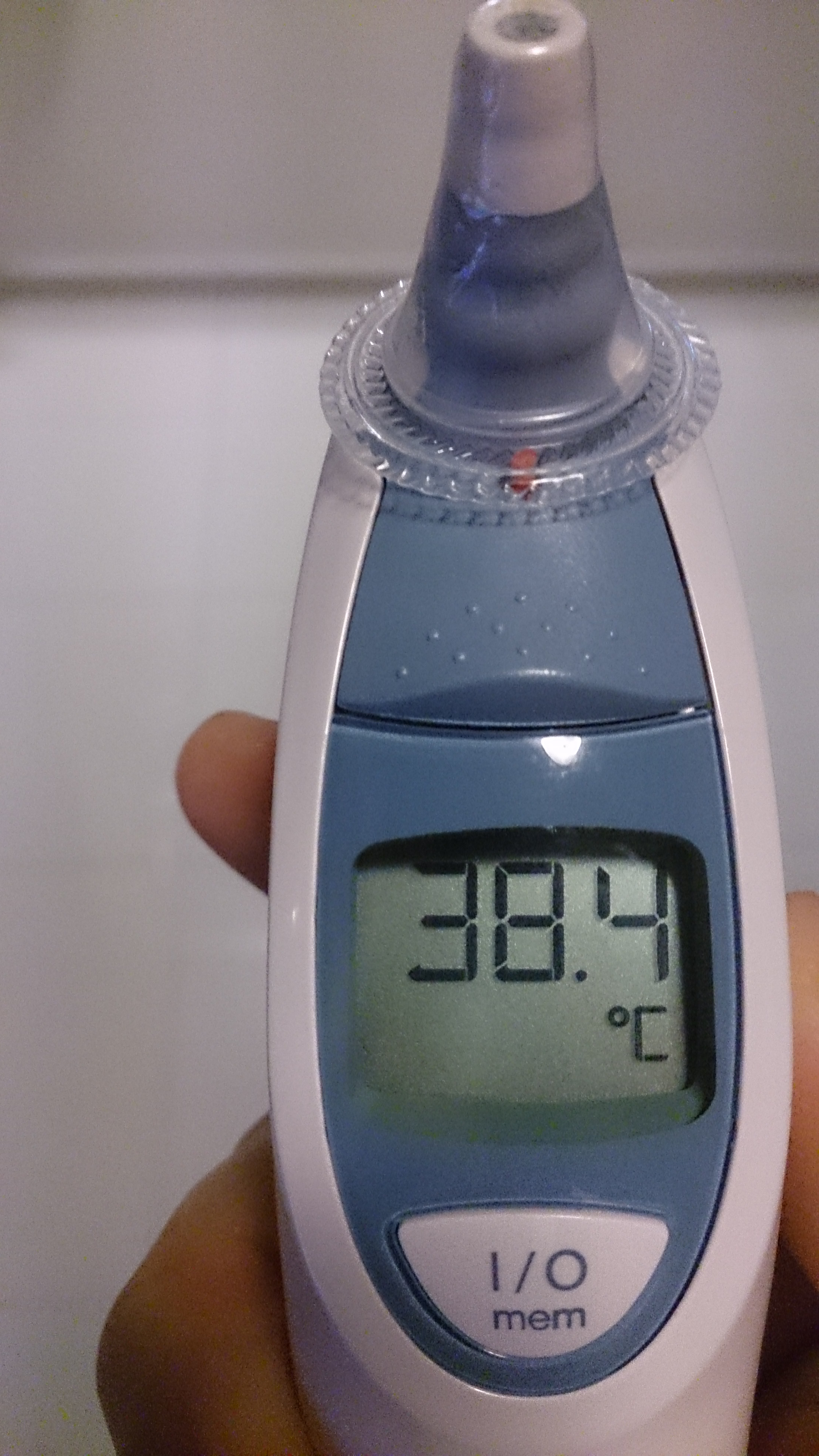
Температура 38,4 °C на електричному термометрі.

У 1961 році американські лікарі Р. Петерсдорф і П. Бісон сформулювали вищеназвані критерії визначення цього синдрому. Нове визначення, яке включило основні засади поточної медичної практики — амбулаторну допомогу, вмістило те, що до основного критерію (гарячка, вища за температуру тіла у 38,3˚С, упродовж 3-х тижнів і більше, причина якої невідома або її не встановили), були додані наступні:
- пацієнт зробив 3 амбулаторні відвідування лікаря загальної практики, або
- пацієнт знаходився щонайменше 3 дні в лікарні без з'ясування причини, або
- пацієнт мав 1 тиждень «розумного та інвазивного» амбулаторного обстеження.

## Фізіологія і патофізіологія гарячки
Гарячка — це захисно-пристосувальна реакція організму, що виникає у відповідь на дію патогенних подразників і виражається в перебудові терморегуляції на підтримку вищого, ніж у нормі, рівня температури тіла. При тривалій гарячці інфекційного генезу екзогенні пірогени за допомогою активації лейкоцитів макрофагами індукують синтез ендогенних пірогенів, які опосередковано через гіпоталамус стимулюють вироблення простагландину Е1 і циклічного аденозинмонофосфату (цАМФ). Відбувається перебудова центра терморегуляції, у результаті якої зростає теплопродукція й знижується тепловіддача. Збільшення теплопродукції досягається за рахунок посилення метаболічних процесів і скорочувального (м'язового) термогенезу. Одночасно звужуються кровоносні судини шкіри й підшкірної клітковини, зменшується швидкість периферичного судинного кровотоку, що приводить до зниження тепловіддачі. Установлюється новий, вищий рівень температурного гомеостазу, що обумовлює підвищення температури тіла.
Гарячка може бути як інфекційного, так і неінфекційного походження. Захисна роль гарячки зводиться до активації обмінних процесів, підвищенню адаптаційних функцій нервової, ендокринної, імунної систем (збільшуються вироблення адреналіну й катехоламінів, антитіл, інтерферонів, стимулюється фагоцитарна активність), підвищується антитоксична функція печінки, збільшується нирковий кровотік (свого роду «видільний імунітет»).
При неінфекційних хворобах гарячка обумовлена асептичним запаленням, що пов'язане з механічним, хімічним, фізичним ушкодженням тканин (некроз, крововилив, розпад пухлин), автоімунними й обмінними порушеннями. Гарячка незапального походження може бути центрального генезу (дефекти розвитку й набуті пошкодження ЦНС); психогенної природи (невроз, психічні розлади, емоційна напруга); рефлекторного генезу (больовий синдром при сечо-, жовчнокам'яній хворобах); при патології ендокринної системи (гіпертиреоз, феохромоцитома); при перегріванні.

## Причини класичного синдрому тривалої гарячки невідомого генезу
Дослідження показали, що існує п'ять категорій причин:
- Різноманітні інфекційні захворювання, туберкульоз, абсцеси у різних органах, ендокардит, пієлонефрит тощо.
- Новоутворення, наприклад, лімфоми, лейкози тощо.
- Хвороби сполучної тканини — вузликовий періартеріїт, гостра ревматична гарячка, хвороба Стілла, системний червоний вовчак і ревматоїдний артрит тощо.
- Різні хвороби, наприклад, алкогольний стеатогепатит, гранульоми тощо.
- Недіагностовані процеси[3].

## Внутрішньолікарняні (нозокоміальні) причини синдрому тривалої гарячки невідомого генезу
Синдром тривалої гарячки невідомого генезу вважають правомірним тоді, коли є гіпертермія у пацієнта, який був у стаціонарі принаймні 24 години. Виникнення синдрому в цій ситуації зазвичай пов'язане з ятрогенними (лікарськими) факторами, такими, як післяопераційні хірургічні ускладнення, використання сечового катетера, внутрішньосудинних пристроїв (периферічний венозний і підключичний катетер тощо), дії ліків — псевдомембранозний коліт, медикаментозна гарячка, виникнення пролежнів, ускладнення легеневої реанімації, перебування ендотрахеального зонду або такого у стравоході тощо. Також тривалу гарячку можуть спровокувати тромбофлебіт глибоких вен, легенева емболія, реакції при переливанні кровопрепаратів, некалькульозний холецистит, гострий тиреоїдит, алкогольна або наркотична абстиненція, надниркова недостатність, некротичний панкреатит, збудники внутрішньолікарняних інфекцій, тощо.

## Причини синдрому тривалої гарячки невідомого генезу при імунодефіциті
Імунодефіцит може бути у пацієнтів, які отримують хіміотерапію при гематологічних злоякісних новоутвореннях або злоякісних пухлинах. У цій ситуації нерідкою є гарячка одночасно з нейтропенією, коли кількість нейтрофілів <500/мкл) або є порушення клітинного імунітету. При СНІДі гарячка нерідко відбувається через виникнення ВІЛ-асоційованих хвороб і інфекцій. Зрідка на ранньому етапі ВІЛ-інфекції відбувається гострий ретровірусний синдром, що веде до тривалої гарячки.

## Алгоритм обстеження хворих
Алгоритм діагностики гарячки інфекційного генезу:
- установити характер і тип гарячки (висота, тривалість, форма температурної кривої);
- виявити всі можливі клінічні симптоми, що супутні гарячці;
- ретельно вивчити епідеміологічний анамнез, включаючи виїзди за кордон у країни, що неблагополучні за тими або іншими інфекційними хворобами;
- провести необхідне лабораторне обстеження за загальноклінічним стандартом (аналіз периферичної крові, сечі, біохімічний аналіз крові); при неясній гарячці обов'язковим є бактеріологічне дослідження крові на стерильність не менше 3-х разів протягом 1-ї доби перебування в стаціонарі;
- виключити туберкульоз, включаючи його позалегеневі форми, паразитарні хвороби (малярія, вісцеральний лейшманіоз), ВІЛ-інфекцію;
- провести пошук можливої вогнищевої інфекції.

Якщо у перші 6 місяців від початку синдрому тривалої гарячки причину виявити не вдалося, як правило, надалі це зробити також не вдається.

## Принципи надання допомоги
У хворого із синдромом тривалої гарячки невідомого генезу етіотропну терапію не проводять через неясний генез гарячки. Зниження температури тіла в дорослих проводиться при її підвищенні тільки вище від 38,5 °C і при поганій її індивідуальній переносимості.